# Delta IV Heavy
Delta IV Heavy – dwustopniowa rakieta nośna, największa z rodziny rakiet Delta IV. Rakieta została wyprodukowana przez United Launch Alliance, została po raz pierwszy wystrzelona w 2004 roku, a ostatni lot odbył się 9 kwietnia 2024 roku.
W momencie wycofania z użytku w 2024 roku była trzecią największą pod względem udźwigu rakietą kosmiczną, za Space Launch System wyprodukowanym przez NASA i rakietą Falcon Heavy należącą do firmy SpaceX.

## Opis techniczny
Pierwszy stopień rakiety Delta IV Heavy składa się z centralnego rdzenia zwanego Common Booster Core oraz dwóch dodatkowych pełniących rolę boosterów rakietowych. Przy starcie uruchamiane są wszystkie trzy silniki rakietowe. Po 44 sekundach centralny silnik redukuje swoją moc do 55% w celu oszczędzania paliwa do momentu separacji boosterów, które wypalają się po 242 sekundach od startu i są oddzielane od centralnego stopnia. W tym samym momencie silnik centralny wraca do pełnej mocy i kontynuuje ją przez 86 sekund, po odłączeniu drugi stopień pozwala osiągnąć rakiecie orbitę okołoziemską.
Rodzina rakiet Delta IV została opracowana przez firmę Boeing, program ten został później przeniesiony do United Launch Alliance. Delta IV Heavy została zaprojektowana jako najpotężniejsza rakieta w tej rodzinie rakiet, która zawierała również rakiety Delta IV Medium. Rakieta Delta IV Heavy może wynieść 28 370 kilogramów ładunku użytecznego na niską orbitę okołoziemską a 13 810 kilogramów na geostacjonarną orbitę transferową.

## Historia
Pierwszy start rakiety Delta IV Heavy miał miejsce 21 grudnia 2004 roku i zakończył się częściową porażką. Kawitacja ciekłego tlenu w układach paliwowych spowodowała wyłączenie obu boosterów osiem sekund przed ich planowanym wyłączeniem, co spowodowało mniejszą prędkość rakiety, której drugi stopień nie był w stanie wynieść na planowaną orbitę okołoziemską. Ostatecznie ładunek użyteczny został wyniesiony na niższej orbicie niż pierwotnie planowano.
Pierwszym ładunkiem operacyjnym rakiety Delta IV Heavy był satelita DSP-23, który został pomyślnie wystrzelony w 2007 roku. Następnie rakieta została wyznaczona do wyniesienia pięciu satelitów rozpoznawczych dla National Reconnaissance Office do 2013 roku. W grudniu 2014 roku rakieta Delta IV Heavy została wykorzystana do wyniesienia na orbitę okołoziemską statku kosmicznego Orion w ramach Exploration Flight Test 1, którego lot po kilku opóźnieniach rozpoczął się 5 grudnia 2014 roku o godzinie 12:05 UTC.
12 sierpnia 2018 roku rakieta Delta IV Heavy z dodatkowym trzecim stopniem napędzany silnikiem Star 48 została wykorzystana do wyniesienia sondy Parker Solar Probe na orbitę heliocentryczną. W maju 2023 roku zakończono budowę ostatniego egzemplarza rakiety nośnej Delta IV Heavy, oficjalnie kończąc produkcję rakiet z rodziny Delta IV. Ostatnia rakieta Delta IV Heavy wystartowała 9 kwietnia 2024 roku. Od tamtego czasu United Launch Alliance zamierza wykorzystywać w przyszłych lotach rakietę Vulcan Centaur.

## Wykaz lotów
| Data              | Ładunek             | Masa       | Miejsce startu | Status            |
| ----------------- | ------------------- | ---------- | -------------- | ----------------- |
| 21 grudnia 2004   | 3CS-1, 3CS-2        | ~6000 kg   | CCSFS, SLC-37B | Częściowa porażka |
| 11 listopada 2007 | DSP-23              | 5250 kg    | CCSFS, SLC-37B | Sukces            |
| 18 stycznia 2009  | Mentor 4 (NROL-26)  | Utajniona  | CCSFS, SLC-37B | Sukces            |
| 21 listopada 2010 | Mentor 5 (NROL-32)  | Utajniona  | CCSFS, SLC-37B | Sukces            |
| 20 stycznia 2011  | USA 224 (NROL-49)   | <17 000 kg | VSFB, SLC-6    | Sukces            |
| 29 czerwca 2012   | Mentor 6 (NROL-15)  | Utajniona  | CCSFS, SLC-37B | Sukces            |
| 26 sierpnia 2013  | NROL-65             | <17 000 kg | VSFB, SLC-6    | Sukces            |
| 5 grudnia 2014    | Orion (EFT-1)       | 21 000 kg  | CCSFS, SLC-37B | Sukces            |
| 11 czerwca 2016   | Mentor 7 (NROL-37)  | Utajniona  | CCSFS, SLC-37B | Sukces            |
| 12 sierpnia 2018  | Parker Solar Probe  | 685 kg     | CCSFS, SLC-37B | Sukces            |
| 19 stycznia 2019  | NROL-71             | Utajniona  | VSFB, SLC-6    | Sukces            |
| 11 grudnia 2020   | Mentor 8 (NROL-44)  | Utajniona  | CCSFS, SLC-37B | Sukces            |
| 26 kwietnia 2021  | NROL-82             | Utajniona  | VSFB, SLC-6    | Sukces            |
| 24 września 2022  | NROL-91             | Utajniona  | VSFB, SLC-6    | Sukces            |
| 22 czerwca 2023   | Mentor 9 (NROL-68)  | Utajniona  | CCSFS, SLC-37B | Sukces            |
| 9 kwietnia 2024   | Mentor 10 (NROL-70) | Utajniona  | CCSFS, SLC-37B | Sukces            |